# Copa das Confederações da CAF de 2013 – Fases de Qualificação
As Fases de Qualificação da Copa das Confederações da CAF de 2013 decidiram as oito equipes que avançaram para a fase de grupos.
O sorteio para as fases preliminares ocorreram em 9 de dezembro de 2012, e os confrontos foram anunciados em 10 de dezembro de 2012.

## Fase Preliminar
| 16 de fevereiro | Gor Mahia | 0 – 0     | Anse Réunion | Estádio Nacional Nyayo, Nairóbi |
| 16:00 (UTC+3)   |           | Relatório |              | Árbitro: ETH Bazezew Belete     |

| 2 de março    | Anse Réunion | 0 – 5     | Gor Mahia                                                 | Stade Linité, Victoria |
| 16:30 (UTC+4) |              | Relatório | Kiongera 1', 14' · Wekesah 17' · Lavatsa 60' · Omondi 70' | Árbitro: DJI Aden Abdi |

Gor Mahia venceu por 5–0 no agregado e avançou a primeira fase.
| 17 de fevereiro | Don Bosco | 0 – 1     | SuperSport United | Stade Frederic Kibassa Maliba, Lubumbashi |
| 15:30 (UTC+2)   |           | Relatório | Nkoana 79'        | Árbitro: BDI Thierry Nkurunziza           |

| 2 de março    | SuperSport United                      | 3 – 3     | Don Bosco                               | Estádio Lucas Masterpieces Moripe, Pretória |
| 20:15 (UTC+2) | Nyondo 69' · Erasmus 73' · Nxumalo 82' | Relatório | Semakweri 33' · Ushindi 61' · Kamba 89' | Árbitro: BOT Kutlwano Leso                  |

SuperSport United venceu por 4–3 no agregado e avançou a primeira fase.
| 16 de fevereiro | Gaborone United              | 2 – 2     | Liga Muçulmana        | Estádio da Universidade da Botsuana, Gaborone |
| 16:00 (UTC+2)   | Moatlhaping 67' · Maposa 88' | Relatório | Zico 2' · Josemar 68' | Árbitro: MWI Dennis Nguluwe                   |

| 2 de março    | Liga Muçulmana | 1 – 0     | Gaborone United | Estádio Da Liga Muçulmana, Matola |
| 15:00 (UTC+2) | Reginaldo 1'   | Relatório |                 | Árbitro: NAM Rainhold Shikongo    |

Liga Muçulmana venceu por 3–2 no agregado e avançou a primeira fase.
|  | Mogas 90 | w/o | Douanes Lomé |                                |
|  |          |     |              | Árbitro: BUR Boukari Ouedraogo |

AS Douanes Lomé avançou primeira fase após desistência do Mogas 90.
| 16 de fevereiro | Rail Club  | 1 – 1     | Sahel    | Stade du 4-Août, Ouagadougou |
| 15:30 (UTC+0)   | Diarra 66' | Relatório | Garba 9' | Árbitro: GHA Cecil Fleischer |

| 2 de março    | Sahel | 0 – 1     | Rail Club   | Stade Général Seyni Kountché, Niamey |
| 16:30 (UTC+1) |       | Relatório | Yaméogo 78' | Árbitro: BEN Edgard Luc Bada         |

Rail Club venceu por 2–1 no agregado e avançou a primeira fase.
| 17 de fevereiro | LLB Académic   | 1 – 0     | Police | Estádio Príncipe Louis Rwagasore, Bujumbura |
| 15:30 (UTC+2)   | Ndarusanze 48' | Relatório |        | Árbitro: SOM Wiish Yabarow                  |

| 2 de março    | Police           | 1 – 1     | LLB Académic | Stade Regional de Kigali, Kigali    |
| 14:30 (UTC+2) | Nshimiyimana 65' | Relatório | Kayumba 25'  | Árbitro: ETH Bamlack Tessema Weyesa |

LLB Académic venceu por 2–1 no agregado e avançou a primeira fase.
| 16 de fevereiro | Panthère du Ndé         | 2 – 0     | Elect-Sport | Stade Municipal de Bangangté, Bangangté |
| 16:00 (UTC+1)   | Anang 56' · Mboudou 61' | Relatório |             | Árbitro: CTA Serge Kongai               |

| 3 de março    | Elect-Sport     | 1 – 1     | Panthère du Ndé | Stade Omnisports Idriss Mahamat Ouya, N'Djamena |
| 16:00 (UTC+1) | Dingamnodji 35' | Relatório | Anang 28'       | Árbitro: CGO Messie Jessie Nkounkou             |

Panthère du Ndé venceu por 3–1 no agregado e avançou a primeira fase.
| 17 de fevereiro | Desportivo de Guadalupe | 0 – 5     | Bitam                                                                  | Estádio Nacional 12 de Julho, São Tomé |
| 15:00 (UTC+0)   |                         | Relatório | Yembi 1' · Nzembi 18' · Djissikadié 40' · Afonso 52' (g.c) · Avebe 86' | Árbitro: CIV Bienvenu Sinko            |

| 2 de março    | Bitam                                                                                      | 12 – 1    | Desportivo de Guadalupe | Stade Gaston Peyrille, Bitam |
| 16:00 (UTC+1) | Guedegbe 5', 11', 25', 38', 72' · Yembi 55', 57' · Aubyang 65', 90' · Essono 88' · Mvé 90' | Relatório | Miranda 67'             | Árbitro: CMR Juenko Wandji   |

US Bitam venceu por 17–1 no agregado e avançou a primeira fase.
| 17 de fevereiro | Anges de Fatima | 0 – 4     | Dedebit                                           | Stade Fatima, Bangui     |
| 15:30 (UTC+1)   |                 | Relatório | Kebede 32' · Hintsa 47' · Assefa 87' · Fikadu 90' | Árbitro: STP Raúl Aguiar |

| 2 de março    | Dedebit    | 1 – 2     | Anges de Fatima                 | Estádio Addis Ababa, Addis Ababa |
| 16:00 (UTC+3) | Hintsa 23' | Relatório | Hintsa 15' (g.c.) · Mamadou 90' | Árbitro: SSD Rassas Librato      |

Dedebit venceu por 5–2 no agregado e avançou a primeira fase.
| 17 de fevereiro | Boeny             | 1 – 2     | Mbabane Highlanders        | Stade Majura, Mahajanga           |
| 15:00 (UTC+3)   | Hajanirinaico 40' | Relatório | Mdluli 21' · Ngiumbous 54' | Árbitro: SEY Jean-Claude Labrosse |

| 2 de março    | Mbabane Highlanders | 1 – 2     | Boeny               | Estádio Nacional Somhlolo, Lobamba |
| 15:00 (UTC+2) | Ndzimandze 40'      | Relatório | Hajanirina 23', 47' | Árbitro: ZAM Wisdom Chewe          |

|  |       | Penalidades |
|  | 3 – 5 |             |

3–3 no agregado. Boeny venceu a Disputa por pênaltis e avançou a primeira fase.
| 17 de fevereiro | Gamtel          | 2 – 1     | HLM      | Serrekunda East Mini-Stadium, Serekunda |
| 16:30 (UTC+0)   | Conteh 55', 88' | Relatório | Faal 71' | Árbitro: SLE Jimbson Gaima              |

| 2 de março    | HLM      | 1 – 3     | Gamtel                  | Stade Demba Diop, Dakar  |
| 16:00 (UTC+0) | Fall 79' | Relatório | Sarr 3' · Badji 8', 72' | Árbitro: TOG Kokou Fagla |

Gamtel venceu por 5–2 no agregado e avançou a primeira fase.
| 17 de fevereiro | New Edubiase United | 1 – 0     | Diables Noirs | Gyamfi Park, Bekwai       |
| 15:30 (UTC+0)   | Nuhu 10'            | Relatório |               | Árbitro: SEN Daouda Gueye |

| 2 de março    | Diables Noirs | 1 – 0     | New Edubiase United | Stade Alphonse Massemba-Débat, Brazzaville |
| 15:30 (UTC+1) | Djimbi 77'    | Relatório |                     | Árbitro: UGA Martins de Carvalho           |

|  |       | Penalidades |
|  | 5 – 4 |             |

1–1 no agregado. Diables Noirs venceu na Disputa por pênaltis e avançou a primeira fase.
| 17 de fevereiro | The Panthers   | 1 – 0     | Séquence | Nuevo Estadio de Malabo, Malabo |
| 16:00 (UTC+1)   | Bourrema 90+3' | Relatório |          | Árbitro: COD Mupemba Nkongolo   |

| 3 de março     | Séquence | 0 – 2     | The Panthers                        | Stade du 28 Septembre, Conakry |
| 16:00 (UTC+0)) |          | Relatório | Cruz 45' (pen.) · Manuel 90' (pen.) | Árbitro: MAR Mounir Mabrouk    |

The Panthers venceu por 3–0 no agregado e avançou a primeira fase.
| 17 de fevereiro | Power Dynamos | 1 – 0     | Recreativo da Caála | Estádio Arthur Davies, Kitwe |
| 15:00 (UTC+2)   | Chitalu 70'   | Relatório |                     | Árbitro: MOZ António Anibal  |

| 3 de março    | Recreativo da Caála         | 2 – 0     | Power Dynamos | Estádio dos Kuricutelas, Huambo |
| 15:00 (UTC+1) | Alioune 9' · Zé Augusto 68' | Relatório |               | Árbitro: RSA Victor Gomes       |

Recreativo da Caála venceu por 2–1 no agregado e avançou a primeira fase.
| 17 de fevereiro | Unisport Bafang | 0 – 1     | Bougouni | Stade Municipal, Bafang    |
| 15:00 (UTC+1)   |                 | Relatório | Koné 89' | Árbitro: TAN Israel Mujuni |

| 2 de março    | Bougouni                  | 2 – 0     | Unisport Bafang | Stade Modibo Kéïta, Bamako    |
| 16:00 (UTC+0) | Doucouré 30' · Camara 42' | Relatório |                 | Árbitro: TUN Youssef Essrayri |

Bougouni venceu por 3–0 no agregado e avançou a primeira fase.
| 16 de fevereiro | Stella Club  | 1 – 1     | Onze Créateurs | Stade Robert Champroux, Abidjan |
| 15:30 (UTC+0)   | Oyetunde 51' | Relatório | Traoré 70'     | Árbitro: LBY Wahid Tamuni       |

| 3 de março    | Onze Créateurs                       | 3 – 0     | Stella Club | Stade Modibo Kéïta, Bamako |
| 16:30 (UTC+0) | Koffi 14' · Sinayoko 37' · Cissé 83' | Relatório |             | Árbitro: ALG Abid Charef   |

Onze Créateurs venceu por 4–1 no agregado e avançou a primeira fase.
| 17 de fevereiro | Barrack Young Controllers II | 1 – 0     | Johansen | Estádio Antoinette Tubman, Monróvia |
| 16:00 (UTC+0)   | Dauda 88' (pen.)             | Relatório |          | Árbitro: MLI Mahamadou Keita        |

| 3 de março    | Johansen | 0 – 0     | Barrack Young Controllers II | Estádio Nacional, Freetown      |
| 15:00 (UTC+0) |          | Relatório |                              | Árbitro: GNB Antonio Dos Santos |

Barrack Young Controllers II venceu por 1–0 no agregado e avançou a primeira fase.
| 16 de fevereiro | Azam                           | 3 – 1     | El Nasir  | Estádio Chamazi, Dar es Salaam     |
| 16:00 (UTC+3)   | Kassim 15' · Tchetche 80', 90' | Relatório | Osulu 39' | Árbitro: KEN Davies Ogenche Omweno |

| 3 de março    | El Nasir | 0 – 5     | Azam                                          | Estádio Juba, Juba              |
| 17:30 (UTC+3) |          | Relatório | Bocco 25', 49' · Mcha 31', 70' · Tchetche 60' | Árbitro: RWA Gervais Munyanziza |

Azam venceu por 8–1 no agregado e avançou a primeira fase.
| 17 de fevereiro | Al-Nasr | 0 – 0     | Al-Khartoum | Stade Bou Ali-Lahouar, Hammam Sousse (Tunisia)1 |
| 15:00 (UTC+1)   |         | Relatório |             | Árbitro: ERI Luleseged Ghebremichael            |

| 3 de março    | Al-Khartoum | 0 – 1     | Al-Nasr  | Estádio de Cartum, Cartum |
| 16:30 (UTC+3) |             | Relatório | Saad 37' | Árbitro: UGA Miro Nsubuga |

Al-Nasr venceu por 1–0 no agregado e avançou a primeira fase.
Notas
- Nota 1: Al-Nasr disputou sua partida em casa na Tunísia devido a problemas com segurança a Líbia.

## Primeira Fase
| 15 de março   | ENPPI                                  | 3 – 0     | Gor Mahia | Estádio 30 de Junho, Cairo |
| 18:00 (UTC+2) | Die Foneye 31' · Omran 41' · Raouf 85' | Relatório |           | Árbitro: SOM Wiish Yabarow |

| 6 de abril    | Gor Mahia | 0 – 0     | ENPPI | Estádio Nacional Nyayo, Nairóbi |
| 16:00 (UTC+3) |           | Relatório |       | Árbitro: NAM Jonas Shongedi     |

ENPPI venceu por 3–0 no agregado e avançou a segunda fase.
| 17 de março   | Petro Luanda | 0 – 0     | Supersport United | Estádio 11 de Novembro, Luanda |
| 17:00 (UTC+1) |              | Relatório |                   | Árbitro: ZIM Ruzive Ruzive     |

| 6 de abril    | Supersport United   | 2 – 0     | Petro Luanda | Estádio Lucas Masterpieces Moripe, Pretória |
| 18:00 (UTC+2) | Zuma 30', 90' (pen) | Relatório |              | Árbitro: SEY Emile Fred                     |

Supersport United venceu por 2–0 no agregado e avançou a segunda fase.
| 17 de março   | Lobi Stars                                         | 3 – 1     | Liga Muçulmana | Estádio Abubarkar Tafawa Balewa, Bauchi |
| 16:00 (UTC+1) | Igbinoba 74' · Lawrence 90' (pen.) · Stephen 90+3' | Relatório | Kamwendo 10'   | Árbitro: BEN Gustave Tohouegnon         |

| 5 de abril    | Liga Muçulmana                                                     | 7 – 1     | Lobi Stars | Estádio Da Liga Muçulmana, Matola |
| 15:00 (UTC+2) | Sonito 32', 39', 66', 70' · Josemar 45+2' (pen), 83' · Pelembe 90' | Relatório | Nwaogu 20' | Árbitro: MAU Parmendra Nunkoo     |

Liga Muçulmana venceu por 8–4 no agregado e avançou a segunda fase.
| 16 de março   | Wydad Casablanca                       | 3 – 0     | AS Douanes Lomé | Stade Mohamed V, Casablanca  |
| 20:00 (UTC+0) | Anderson 8', 15' (pen.) · Mouithys 60' | Relatório |                 | Árbitro: MLI Mahamadou Keita |

| 7 de abril    | AS Douanes Lomé | 1 – 1     | Wydad Casablanca | Stade de Kégué, Lomé      |
| 15:00 (UTC+0) | Mounaghi 38'    | Relatório | Anderson 60'     | Árbitro: CHA Idriss Biani |

Wydad Casablanca venceu por 4–1 no agregado e avançou a segunda fase.
| 17 de março   | Rail Club   | 1 – 2     | ASEC Mimosas              | Stade Municipal, Ouagadougou |
| 15:30 (UTC+0) | Yameogo 90' | Relatório | Zagbayou 27' · Michel 90' | Árbitro: ALG Mohamed Benouza |

| 6 de abril    | ASEC Mimosas    | 1 – 1     | Rail Club  | Stade Robert Champroux, Abidjan |
| 15:30 (UTC+0) | Bouah 38' (pen) | Relatório | Diarra 32' | Árbitro: CGO Lazard Tsiba Kamba |

ASEC Mimosas venceu por 3–2 no agregado e avançou a segunda fase.
| 17 de março   | DC Motema Pembe | 1 – 0     | LLB Académic | Stade des Martyrs, Kinshasa              |
| 15:30 (UTC+1) | Mwanza 86'      | Relatório |              | Árbitro: GNB Gilbert Antoineo dos Santos |

| 14 de abril   | LLB Académic                      | 2 – 0     | DC Motema Pembe | Estádio Príncipe Louis Rwagasore, Bujumbura |
| 15:30 (UTC+2) | Ndarusanze 15' · Duhayindavyi 55' | Relatório |                 | Árbitro: UGA Denis Batte                    |

Nota: A segunda partida foi adiada após três jogadores do DC Motema Pembe morrerem em um acidente de carro.

LLB Académic venceu por 2–1 no agregado e avançou a segunda fase.
| 17 de março   | USM Alger | 1 – 0     | Panthère du Ndé | Stade Omar Hamadi, Argel      |
| 18:00 (UTC+1) | Ziaya 27' | Relatório |                 | Árbitro: TUN Nasrallah Jawadi |

| 6 de abril    | Panthère du Ndé        | 2 – 3     | USM Alger                          | Stade de la Réunification, Duala |
| 16:00 (UTC+1) | Fogang 85' · Eya 90+4' | Relatório | Daham 27' · Feham 67' · Seguer 81' | Árbitro: TOG Kokou Djaoupé       |

USM Alger venceu por 4–2 no agregado e avançou a segunda fase.
| 17 de março   | Heartland           | 2 – 1     | Bitam           | Estádio Dan Anyiam, Owerri |
| 16:00 (UTC+1) | Osas 22' · Akor 52' | Relatório | Djessikadie 53' | Árbitro: LBR Jerry Yekeh   |

| 7 de abril    | Bitam | Cancelada | Heartland | Stade Gaston Peyrille, Bitam  |
| 16:00 (UTC+1) |       | Relatório |           | Árbitro: EQG Diodada Nzibinze |

Bitam avançou para a segunda fase após a equipe do Heartland chegar atrasada ao estádio.
| 17 de março   | Al-Ahly Shendi | 1 – 0     | Dedebit | Estádio de Cartum, Cartum   |
| 20:00 (UTC+3) | El Bashir 80'  | Relatório |         | Árbitro: DJI Farah Aden Ali |

| 7 de abril    | Dedebit | 0 – 0     | Al-Ahly Shendi | Estádio Addis Ababa, Adis Abeba |
| 16:00 (UTC+3) |         | Relatório |                | Árbitro: SEY Allister Barra     |

Al-Ahly Shendi venceu por 1–0 no agregado e avançou a segunda fase.
| 17 de março   | Ismaily                | 2 – 0     | TCO Boeny | Estádio Borg El Arab, Alexandria |
| 18:00 (UTC+2) | Khairy 79' · Antwi 81' | Relatório |           | Árbitro: RSA Lwandile Mfiki      |

| 7 de abril    | TCO Boeny                               | 2 – 2     | Ismaily                | Stade Alexandre Rabemananjara, Mahajanga  |
| 14:00 (UTC+3) | Raveloarison 41' · Andrianantenaina 48' | Relatório | Antwi 67' · Hassan 90' | Árbitro: ANG Antonio Muiachihuissa Caxala |

Ismaily venceu por 4–2 no agregado e avançou a segunda fase.
| 17 de março   | CS Sfaxien                                          | 4 – 2     | Gamtel               | Stade Taïeb Mhiri, Sfax       |
| 16:00 (UTC+1) | Khenissi 26', 75' · Salhi 71' (pen.) · Chellouf 77' | Relatório | Sarr 63', 81' (pen.) | Árbitro: RWA Louis Hakizimana |

| 6 de abril    | Gamtel     | 1 – 3     | CS Sfaxien                              | Estádio Box Bar, Banjul   |
| 16:30 (UTC+0) | Conteh 30' | Relatório | Sassi 23' · Moncer 81' · Khenissi 90+4' | Árbitro: GHA Thomas Nunoo |

CS Sfaxien venceu por 7–3 no agregado e avançou a segunda fase.
| 17 de março   | Diables Noirs                                       | 6 – 1     | The Panthers | Stade Alphonse Massemba-Débat, Brazzaville |
| 15:30 (UTC+1) | Komara 2', 19', 52', 85' · Nkolo 65' · Diafouka 78' | Relatório | Collazos 30' | Árbitro: GAB Yves Roponat Mbourou          |

| 7 de abril    | The Panthers | 0 – 0     | Diables Noirs | Nuevo Estadio de Malabo, Malabo |
| 16:00 (UTC+1) |              | Relatório |               | Árbitro: CTA Serge Kongai       |

Diables Noirs venceu por 6–1 no agregado e avançou a segunda fase.
| 17 de março   | Recreativo da Caála                    | 4 – 0     | US Bougouni | Estádio dos Kuricutelas, Huambo |
| 15:30 (UTC+1) | Vovó 11' · Pilola 15', 58' · Tchai 83' | Relatório |             | Árbitro: MWI Dennis Nguluwe     |

| 6 de abril    | US Bougouni | 0 – 2     | Recreativo da Caála                 | Stade du 26 Mars, Bamako       |
| 16:00 (UTC+0) |             | Relatório | Nuno Rodrigues 53' · Zé Augusto 75' | Árbitro: SLE Abdul Karim Kabia |

Recreativo da Caála venceu por 6–0 no agregado e avançou a segunda fase.
| 16 de março   | Étoile du Sahel        | 2 – 1     | Onze Créateurs      | Stade Olympique de Sousse, Sousse |
| 16:00 (UTC+1) | Sassi 54' · Bedoui 76' | Relatório | Sinayoko 35' (pen.) | Árbitro: CIV Bienvenu Sinko       |

| 5 de abril    | Onze Créateurs                            | 2 – 3     | Étoile du Sahel                           | Stade Modibo Kéïta, Bamako |
| 16:00 (UTC+0) | Sinayoko 70' (pen) · Kanadjigui 82' (pen) | Relatório | Sassi 22', 54' (pen) · Maazou 90+2' (pen) | Árbitro: COD Mulamba Yamba |

Étoile du Sahel venceu por 5–3 no agregado e avançou a segunda fase.
| 17 de março   | Barrack Young Controllers II | 1 – 2     | Azam                  | Estádio Antoinette Tubman, Monróvia |
| 16:00 (UTC+0) | Barshall 41'                 | Relatório | Mieno 55' · Rahid 89' | Árbitro: EGY Mohamed Farouk Mahmoud |

| 6 de abril    | Azam | 0 – 0     | Barrack Young Controllers II | Estádio Nacional Benjamin Mkapa, Dar es Salaam |
| 16:00 (UTC+3) |      | Relatório |                              | Árbitro: COM Ali Adelaide                      |

Azam venceu por 2–1 no agregado e avançou a segunda fase.
| 16 de março   | FAR Rabat   | 1 – 0     | Al-Nasr | Estádio Príncipe Moulay Abdellah, Rabat |
| 18:00 (UTC+0) | Jounaid 74' | Relatório |         | Árbitro: CMR Mal Souley Mohamadou       |

| 5 de abril    | Al-Nasr     | 1 – 1     | FAR Rabat    | Martyrs of February Stadium, Benina                |
| 16:30 (UTC+2) | Otobong 71' | Relatório | Kaddioui 77' | Público: 10 500 Árbitro: ETH Bamlak Tessema Weyesa |

FAR Rabat venceu por 2–1 no agregado e avançou a segunda fase.

## Segunda fase
| 19 de abril   | ENPPI | 0 – 0     | SuperSport United | Estádio 30 de Junho, Cairo |
| 19:00 (UTC+2) |       | Relatório |                   | Árbitro: CIV Denis Dembele |

| 4 de maio     | SuperSport United | 1 – 3     | ENPPI                           | Estádio Lucas Masterpieces Moripe, Pretória |
| 15:00 (UTC+2) | Maluleka 10'      | Relatório | Die Foneye 37', 40' · Omran 54' | Árbitro: RWA Hudu Munyanziza                |

ENPPI venceu por 3–1 no agregado e avançou para a fase de play-off.
| 21 de abril   | Liga Muçulmana        | 2 – 0     | Wydad Casablanca | Estádio Da Liga Muçulmana, Matola |
| 15:00 (UTC+2) | Sonito 21' · Miró 90' | Relatório |                  | Árbitro: ZIM Ruzive Ruzive        |

| 5 de maio     | Wydad Casablanca               | 3 – 1     | Liga Muçulmana       | Stade Mohamed V, Casablanca  |
| 20:00 (UTC+1) | Sekkat 16' · N'Guessi 45', 66' | Relatório | Zainadine Júnior 39' | Árbitro: ALG Mohamed Benouza |

3–3 no agregado. Liga Muçulmana avançou para a fase de play-off pela Regra do gol fora de casa.
| 20 de abril   | ASEC Mimosas | 1 – 0     | LLB Académic | Stade Robert Champroux, Abidjan |
| 15:30 (UTC+0) | Mvondo 45+5' | Relatório |              | Árbitro: TUN Ben Hassana        |

| 4 de maio     | LLB Académic    | 1 – 0     | ASEC Mimosas | Estádio Princípe Louis Rwagasore, Bujumbura |
| 15:30 (UTC+2) | Ndunarugira 38' | Relatório |              | Árbitro: ERI Mensur Maeruf                  |

|  |       | Penalidades |
|  | 4 – 2 |             |

1–1 no agregado. LLB Académic venceu a Disputa por pênaltis e avançou para a fase de play-off.
| 19 de abril   | USM Alger | 0 – 0     | US Bitam | Stade Omar Hamadi, Argel |
| 17:00 (UTC+1) |           | Relatório |          | Árbitro: UGA Denis Batte |

| 4 de maio     | US Bitam                                     | 3 – 0     | USM Alger | Stade Gaston Peyrille, Bitam     |
| 16:00 (UTC+1) | Djissikadié 46' · Yacouya 58' · Massamba 82' | Relatório |           | Árbitro: MAD Hamada Nampiandraza |

US Bitam venceu por 3–0 no agregado e avançou para a fase de play-off.
| 19 de abril   | Al-Ahly Shendi | 0 – 0     | Ismaily | Estádio Shendi, Shendi      |
| 20:00 (UTC+3) |                | Relatório |         | Árbitro: MRT Ali Lemghaifry |

| 3 de maio     | Ismaily | 0 – 0     | Al-Ahly Shendi | Estádio 30 de Junho, Cairo      |
| 19:00 (UTC+2) |         | Relatório |                | Árbitro: BDI Thierry Nkurunziza |

|  |       | Penalidades |
|  | 4 – 3 |             |

0–0 no agregado. Ismaily venceu a Disputa por pênaltis e avançou para a fase de play-off.
| 19 de abril   | CS Sfaxien                                | 3 – 1     | Diables Noirs | Stade Taïeb Mhiri, Sfax        |
| 16:00 (UTC+1) | Moncer 53' · Kouati 69' · Salhi 89' (pen) | Relatório | Louri 27'     | Árbitro: BUR Boukari Ouedraogo |

| 5 de maio     | Diables Noirs | 1 – 1     | CS Sfaxien | Stade Alphonse Massemba-Débat, Brazzaville |
| 15:30 (UTC+1) | Chamery 38'   | Relatório | Moncer 41' | Árbitro: CMR Néant Alioum                  |

CS Sfaxien venceu por 4–2 no agregado e avançou para a fase de play-off.
| 21 de abril   | Recreativo da Caála | 1 – 1     | Étoile du Sahel | Estádio dos Kuricutelas, Huambo |
| 15:00 (UTC+1) | Gueye 90+2'         | Relatório | Jaziri 23'      | Árbitro: ZAM Janny Sikazwe      |

| 4 de maio     | Étoile du Sahel                                              | 6 – 1     | Recreativo da Caála | Stade Olympique de Sousse, Sousse |
| 16:00 (UTC+1) | Yahia 5' · Felhi 10', 28' · Dramé 61' · Sassi 63' · Okwi 81' | Relatório | Mangualde 43'       | Árbitro: EGY Farouk Mahmoud       |

Étoile du Sahel venceu por 7–2 no agregado e avançou para a fase de play-off.
| 20 de abril   | Azam | 0 – 0     | FAR Rabat | Estádio Nacional Benjamin Mkapa, Dar es Salaam |
| 16:00 (UTC+3) |      | Relatório |           | Árbitro: SEY Emile Fred                        |

| 4 de maio     | FAR Rabat                         | 2 – 1     | Azam     | Estádio Príncipe Moulay Abdellah, Rabat |
| 17:00 (UTC+1) | Achchakir 13' (pen) · Allaoui 43' | Relatório | Bocco 7' | Árbitro: ALG Mehdi Abid-Charef          |

FAR Rabat venceu por 2–1 no agregado e avançou para a fase de play-off.

## Fase de play-off
Esta fase inclui 16 times: 8 vencedores da segunda fase, e os 8 perdedores da segunda fase da Liga dos Campeões. Os vencedores avançam para a fase de grupos.
O sorteio para esta fase ocorreu em 7 de maio na sede da CAF no Cairo, Egito.
| 18 de maio    | Stade Malien                                                     | 5 – 0     | LLB Académic | Stade Modibo Kéïta, Bamako  |
| 17:00 (UTC+0) | M. Coulibaly 3', 90+1' · Dembélé 21' · Koïta 40' · Doumbia 90+2' | Relatório |              | Árbitro: GHA William Agbovi |

| 2 de junho    | LLB Académic | 0 – 1     | Stade Malien | Estádio Príncipe Louis Rwagasore, Bujumbura |
| 15:30 (UTC+0) |              | Relatório | Diawara 14'  | Árbitro: ALG Mehdi Abid Charef              |

Stade Malien venceu por 6–0 no agregado e avançou para a fase de grupos
| 19 de maio    | Enugu Rangers | 1 – 0     | CS Sfaxien | Estádio Nnamdi Azikiwe, Enugu |
| 16:00 (UTC+1) | Uzochukwu 87' | Relatório |            | Árbitro: KEN Davies Omweno    |

| 2 de junho    | CS Sfaxien | 0 – 0     | Enugu Rangers | Stade Taïeb Mhiri, Sfax    |
| 16:30 (UTC+1) |            | Relatório |               | Árbitro: ERI Mensur Maeruf |

Enugu Rangers venceu por 1–0 no agregado e avançou para a fase de grupos
| 17 de maio    | FUS Rabat          | 1 – 0     | FAR Rabat | Estádio Príncipe Moulay Abdellah, Rabat |
| 20:00 (UTC+1) | El Kordy 9' (g.c.) | Relatório |           | Árbitro: CMR Aurélien Juenkou Wandji    |

| 2 de junho    | FAR Rabat                                      | 3 – 3     | FUS Rabat                          | Estádio Príncipe Moulay Abdellah, Rabat |
| 18:00 (UTC+1) | El Yousfi 33' · Allaoui 59' (pen) · Hammal 90' | Relatório | Benjelloun 4', 79' · El Araoui 75' | Árbitro: MRT Ali Lemghaifry             |

FUS Rabat venceu por 4–3 no agregado e avançou para a fase de grupos
| 19 de maio    | CA Bizertin                            | 3 – 0     | Ismaily | Stade 15 Octobre, Bizerta    |
| 16:00 (UTC+1) | Zaiem 37' · Machani 61' · Jabeur 90+1' | Relatório |         | Árbitro: MLI Mahamadou Keita |

| 2 de junho    | Ismaily    | 1 – 0     | CA Bizertin | Estádio 30 de Junho, Cairo |
| 20:00 (UTC+2) | Khairy 42' | Relatório |             | Árbitro: UGA Dennis Batte  |

CA Bizertin venceu por 3–1 no agregado e avançou para a fase de grupos
| 17 de maio    | ES Sétif              | 2 – 0     | US Bitam | Stade 8 Mai 1945, Setif       |
| 19:00 (UTC+1) | Ogbi 40' · Aoudia 59' | Relatório |          | Árbitro: BUR Juste Ephrem Zio |

| 1 de junho    | US Bitam                      | 2 – 0     | ES Sétif | Stade Gaston Peyrille, Bitam |
| 15:00 (UTC+1) | Djissikadié 38' · Zé Ondo 44' | Relatório |          | Árbitro: ZAM Janny Sikazwe   |

|  |       | Penalidades |
|  | 3 – 5 |             |

2–2 no agregado. ES Sétif venceu a  Disputa por pênaltis e avançou para a fase de grupos
| 18 de maio    | JSM Béjaïa                | 2 – 2     | Étoile du Sahel        | Stade de l'Unité Maghrébine, Bugia |
| 19:00 (UTC+1) | Derrag 26' · Ferguène 59' | Relatório | Belaïd 36' · Dramé 86' | Árbitro: MAR Redouane Jiyed        |

| 2 de junho    | Étoile du Sahel              | 2 – 1     | JSM Béjaïa | Stade Olympique de Sousse, Sousse |
| 17:00 (UTC+1) | Sassi 47' (pen) · Asante 77' | Relatório | Derrag 43' | Árbitro: SEN Ousmane Fall         |

Étoile du Sahel venceu por 4–3 no agregado e avançou para a fase de grupos
| 19 de maio    | TP Mazembe                                                   | 4 – 0     | Liga Muçulmana | Stade TP Mazembe, Lubumbashi |
| 15:30 (UTC+2) | Boateng 16' · Singuluma 35' · Samata 53' · Sinkala 80' (pen) | Relatório |                | Árbitro: RWA Hudu Munyemana  |

| 2 de junho    | Liga Muçulmana                | 2 – 1     | TP Mazembe | Estádio Da Liga Muçulmana, Matola       |
| 15:00 (UTC+2) | Ndadzungira 11' · Pelembe 50' | Relatório |            | Árbitro: ANG Helder Martins de Carvalho |

TP Mazembe venceu por 5–2 no agregado e avançou para a fase de grupos
| 19 de maio    | Saint George           | 2 – 0     | ENPPI | Estádio Adis Abeba, Adis Abeba  |
| 16:00 (UTC+3) | Bekele 4' · Butako 26' | Relatório |       | Árbitro: BDI Thierry Nkurunziza |

| 2 de junho    | ENPPI                    | 3 – 1     | Saint George  | Estádio Petro Sport, Cairo    |
| 19:00 (UTC+2) | Die Foneye 25', 84', 87' | Relatório | Alebachew 37' | Árbitro: TUN Youssef Essrayri |

3–3 no agregado. Saint George avançou para a fase de grupos pela Regra do gol fora de casa